# Arrondissement Grasse
Grasse is een arrondissement van het Franse departement Alpes-Maritimes in de regio Provence-Alpes-Côte d'Azur. De onderprefectuur is Grasse.
Tot 1860 lag Grasse in het departement Var. Na het Verdrag van Turijn, waarbij het graafschap Nice bij Frankrijk kwam, werd het nieuwe departement Alpes-Maritimes opgericht en werd het arrondissement Grasse overgeheveld naar dit departement.

## Kantons
Het arrondissement was tot 2014 samengesteld uit de volgende kantons:
- Kanton Antibes-Biot
- Kanton Antibes-Centre
- Kanton Le Bar-sur-Loup
- Kanton Cagnes-sur-Mer-Centre
- Kanton Cagnes-sur-Mer-Ouest
- Kanton Cannes-Centre
- Kanton Cannes-Est
- Kanton Le Cannet
- Kanton Carros
- Kanton Coursegoules
- Kanton Grasse-Nord
- Kanton Grasse-Sud
- Kanton Mandelieu-Cannes-Ouest
- Kanton Mougins
- Kanton Saint-Auban
- Kanton Saint-Laurent-du-Var-Cagnes-sur-Mer-Est
- Kanton Saint-Vallier-de-Thiey
- Kanton Vallauris-Antibes-Ouest
- Kanton Vence

Na de herindeling van de kantons ingevolge het decreet van 24 februari 2014 met uitwerking op 22 maart 2015 is de samenstelling als volgt:
- Kanton Antibes-1
- Kanton Antibes-2
- Kanton Antibes-3
- Kanton Cagnes-sur-Mer-1
- Kanton Cagnes-sur-Mer-2
- Kanton Cannes-1
- Kanton Cannes-2
- Kanton Le Cannet
- Kanton Grasse-1
- Kanton Grasse-2
- Kanton Mandelieu-la-Napoule
- Kanton Nice-3  (deel)
- Kanton Valbonne
- Kanton Vence ( deel  10/47 )
- Kanton Villeneuve-Loubet